# Мария Анна Савойска
Мария Анна Каролина Пия Савойска (на италиански: Maria Anna Carolina Pia di Savoia; * 19 септември 1803, Рим, Папска държава; † 4 май 1884, Прага, Австро-Унгария) е италианска принцеса и чрез брака си с Фердинанд I – императрица на Австрия, кралица на Бохемия и апостолическа кралица на Унгария.

## Произход
Тя е дъщеря на Виктор Емануил I Савойски (* 1759, † 1824), крал на Сардиния-Пиемонт, и ерцхерцогиня Мария Тереза Австрийска-Есте (* 1773, † 1832). Има един брат и пет сестри:
- Мария Беатрис (* 1792, † 1840), херцогиня на Модена и Реджо и ерцхерцогиня на Австрия като съпруга на вуйчо си Франц IV
- Мария Аделаида (* 1794, † 1795)
- Карл Емануил (* 1794, † 1799)
- Сестра (* 1800, † 1801)
- Мария Тереза (* 1803, † 1879), нейна близначка, херцогиня на Парма, Пиаченца и Гуастала като съпруга на Карл II Лудвиг
- Мария Кристина (* 1812, † 1836), кралица на Двете Сицилии като съпруга на Фердинанд II.

## Биография

### Начални години и изгнание
Мария Анна е родена на 19 септември 1803 г. в Палацо „Колона“ в Рим. Кръстена е със сестра си Мария Тереза от папа Пий VII. Името „Пия“ е добавено към имената на двете момичета в чест на папата. Когато се ражда Мария Анна, Савойците са гости на папата, избягали от Торино, окупиран от войските на Наполеон. През 1802 г. нейният чичо по бащина линия Карл Емануил IV Савойски е принуден да абдикира.
Когато Мария Анна е на годинка, семейството отново е принудено да търси убежище и заминава за Сардиния. Савойците живеят в град Каляри осем години до падането на Наполеон.
Мария Анна, заедно със семейството си, прави първото си влизане в Торино през 1814 г. Баща ѝ вече е крал на Сардиния под името „Виктор Емануил I“. През 1820 г. нейната сестра близначка се омъжва за Карл II Лудвиг Бурбон. На следващата година пиемонтските въстаници на революционните движения поискват конституция. Отказвайки да я даде, Виктор Емануил абдикира на 13 март 1821 г. в полза на брат си Карл Феликс Савойски.
Мария Анна, с нейните родители и братя, започва серия от премествания: първо в Ракониджи и след това в Монкалиери, където баща ѝ умира през 1824 г.

### Брак
През 1830 г. Франц II избира 28-годишната Мария Анна за съпруга на сина си Фердинанд I. На 12 февруари 1831 г. в Торино тя е омъжена за него чрез представител. Пищната сватба се състои във Виена на 27 февруари. Двойката е венчана във Виенската катедрала от кардинала на Оломоуц. Фердинанд е коронясан за крал на Унгария на 28 октомври 1830 г. и като първи син е предопределен да наследи баща си.
През 1832 г. майка ѝ умира и Мария Анна се погрижва да уреди брака на по-малката си сестра Мария Кристина, за която намира достоен за ранга ѝ съпруг в лицето на краля на Двете Сицилии Фердинанд II Бурбон. Нейният син Франц II Бурбон е последният крал на Двете Сицилии.

На 2 март 1835 г. Франц I умира, така че Мария Анна и нейният съпруг стават императори на Австрия. На 2 септември 1836 г. императорите са коронясани за крале на Бохемия в Пражката катедрала. На 6 септември в Миланската катедрала двойката е коронясана за крал и кралица на Ломбардия-Венеция. Фердинанд I по природа не е способен да управлява и управлението на империята се осъществява от министър Клеменс фон Метерних. Неспособността му да се управлява произтича и от нечувствителността да се схванат онези социални промени, които водят до бунтовете от 1848 г. Те избухват и във Виена и Фердинанд и Мария Анна бягат с двора в Инсбрук.
- Мария Анна със съпруга си
- Коронацията на Мария Анна в Прага, 12 септември 1836 г.
- Мария Анна, императрица на Австрия

### Във виенския двор
В цялата тази суматоха на Мария Анна се гледа с недоверие в двора: тя не може да роди деца на съпруга си и е от италиански произход – свързана с онзи Карл Алберт Савойски-Каринян, който се бие срещу австрийците. Освен това не е надарена с политическия дух на зълва си София Баварска, майка на четирима сина. Следователно императрицата е в положение, в което не може да упражнява никакво политическо влияние върху съпруга си и не може да му дава съвети. Мария Анна и Фердинанд все пак си остават верни един на друг през целия си живот, но нямат деца.
По време на вълненията на Мартенската революция през 1848 г. Мария Анна, в съгласие с ерцхерцогиня София Баварска, се дистанцира своевременно от системата на Метерних. По-късно обаче тя се застъпва за по-строги действия срещу революцията.

### Последни години и смърт
На 12 август 1848 г. Хабсбургите отново се завръщат във Виена, но бунтовете започват отново и те трябва да бягат за втори път, този път в Оломоуц. На 2 декември идва окончателното решение на Фердинанд: да абдикира. След това императорската корона преминава към неговия племенник – 18-годишният Франц Йосиф I, който я държи цели 68 години. Въпреки абдикацията Фердинанд запазва имперския си ранг, а Мария Анна продължава да бъде титулува „императрица Мария Анна“. Двамата се оттеглят от политическата сцена, като прекарват зимите в Прага, а летата – в Райхщат. Двамата остават в Прага до края на живота си и Мария Анна е доста ангажирана с благотворителност.
Фердинанд умира на 29 юни 1875 г., а Мария Анна – на 4 май 1884 г. в Прага на 80-годишна възраст. Погребана е до съпруга си в Императорската крипта във Виена. С нея основният клон на Савоя окончателно измира.
Йозеф Ланер, Йохан Щраус-баща и син посвещават свои произведения на императрицата, най-известната от които е Annen-Polka, чиято премиера е на 24 юли 1852 г. във виенския Пратер. През 1862 г. на нея е кръстена улицата „Марианенгасе“ във Виена. В Грац „Аненщрасе“ носи нейното име.